# Кам Ран
Кам Ран (виј. Cam Ranh) је град у Вијетнаму у покрајини Khánh Hòa. Према резултатима пописа 2009. у граду је живело 128.358 становника.